# Pseudocercospora viburnigena
Pseudocercospora viburnigena är en svampart som beskrevs av U. Braun & Crous 2002. Pseudocercospora viburnigena ingår i släktet Pseudocercospora och familjen Mycosphaerellaceae.   Inga underarter finns listade i Catalogue of Life.